# LoRaWAN

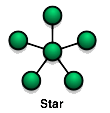
Fig.1 LoRa presenta una topologia en estrella

LoRaWAN és una especificació de xarxa sense fils de llarg abast i de baix consum (LPWAN) proposada per la LoRa Alliance pel desenvolupament de la Internet de les coses. Aquesta especificació es basa en la modulació LoRa de l'empresa Semtech (via adquisició de l'empresa Cycleo).

## Característiques

### Topologia de la Xarxa
La topologia de la xarxa és d'estrella, és a dir, els dispositius es connecten directament a la Gateway (també anomenat estació base o concentradors). Les gateways estan connectades mitjançant una connexió a Internet tradicional a un servidor de xarxa que és qui coordina i controla la xarxa LoRaWAN de forma global. Les dades entre dispositius i les gateways van xifrades a dos nivells, de manera que algú que escolti la xarxa no podrà llegir les dades. Al seu torn, les gateways desxifren part dels missatges per gestionar la xarxa, però no poden desxifrar la resta del missatge, de manera que les dades dels dispositius arriben xifrats fins als servidors de l'aplicació corresponent.

### Freqüència de treball
Fa servir la banda ISM de 868 MHz a Europa (900 MHz a altres regions), fent servir diferents canals i bitrates, des de 0.3 kbps fins a 50 kbps amb paquets de dades de fins a 222 Bytes.

### Modulació
- Tecnologia Spread Spectrum amb modulació Chirp-FM : Chirp Spread Spectrum. Utilitza la màxima amplada de banda i, per tant, aconsegueix gran immunitat a interferències de senyals de banda estreta o soroll de canal. També té grans resistència a l'atenuació multicamí.[4]

### Tipus de dispositius
Aquesta xarxa conte diferents classes de dispositius segons les necessitats de connectivitat. Aquestes classes són:
- Classe A: Tenen una comunicació bidireccional parcial, atès que només poden rebre dades de la Gateway quan han enviat prèviament un paquet. Aquesta classe és la que menys energia necessita.
- Classe B: Aquesta classe de dispositius estan sincronitzats amb la Gateway corresponent de manera que poden rebre paquets de dades des de la Gateway a certs intervals sense la necessitat d'haver enviat un paquet prèviament.
- Classe C: Els dispositius d'aquesta classe estan permanentment en disposició de rebre paquets des de la Gateway. Aquesta classe és la que més energia consumeix.

## Circuits integrats/Mòduls per a implementar LoraWAN
- IC de la casa Semtech[5]
- Mòduls de la casa HopeRF[6]
- Mòduls de la casa Microchip[7]
- Mòduls de la casa Murata[8]